# Arctodiaptomus dahuricus
Arctodiaptomus dahuricus is een eenoogkreeftjessoort uit de familie van de Diaptomidae. De wetenschappelijke naam van de soort is voor het eerst geldig gepubliceerd in 1959 door Borutsky.